# Sellnerova stezka
 Sellnerova stezka je 15,6 km dlouhá zeleně značená turistická trasa Klubu českých turistů na území okresů Mladá Boleslav, Mělník a Česká Lípa vyznačená v roce 2000.

## Průběh
Z železniční stanice Bezděz je trasa vedena lesem k samotě Pankrác, poté údolím k silnici II/273, načež pod Bezdědicemi odbočuje do údolí Strenického potoka. Zde míjí Suchý mlýn, areál skalních obydlí, a pokračuje údolím ke Spálenému mlýnu, pozůstatkům zčásti do skály vytesaného vodního mlýna opuštěného již za třicetileté války. Další uměle rozšířená jeskyně, Petrovina, se nachází ve skalním sloupu v úzké strži nad značenou trasou u obce Březovice. V místě, kde je trasa přivedena na silnici mezi Březovicemi a Doubravicemi, míjí na úzkém ostrohu nad cestou ležící Sellnerovo hradiště. Údolí Strenického potoka trasa opouští pod Trnovou a je vedena přes obec po silnici kolem vodní nádrže Sudoměř, krátce po silnici II/259, kolem železniční stanice Sudoměř do železniční stanice Skalsko.

## Název
Stezka je pojmenována po okresním školním inspektorovi a regionálním spisovateli Karlu Sellnerovi. Ten mezi lety 1897–1901 vyučoval v březovické škole, a v údolí Strenického potoka učinil několik archeologických objevů. Prostor tohoto údolí převzal Sellner jako dějiště historických povídek a románů Poslední (1928), Tajemný rytíř (1931) nebo Petrovský (1945).

## Galerie

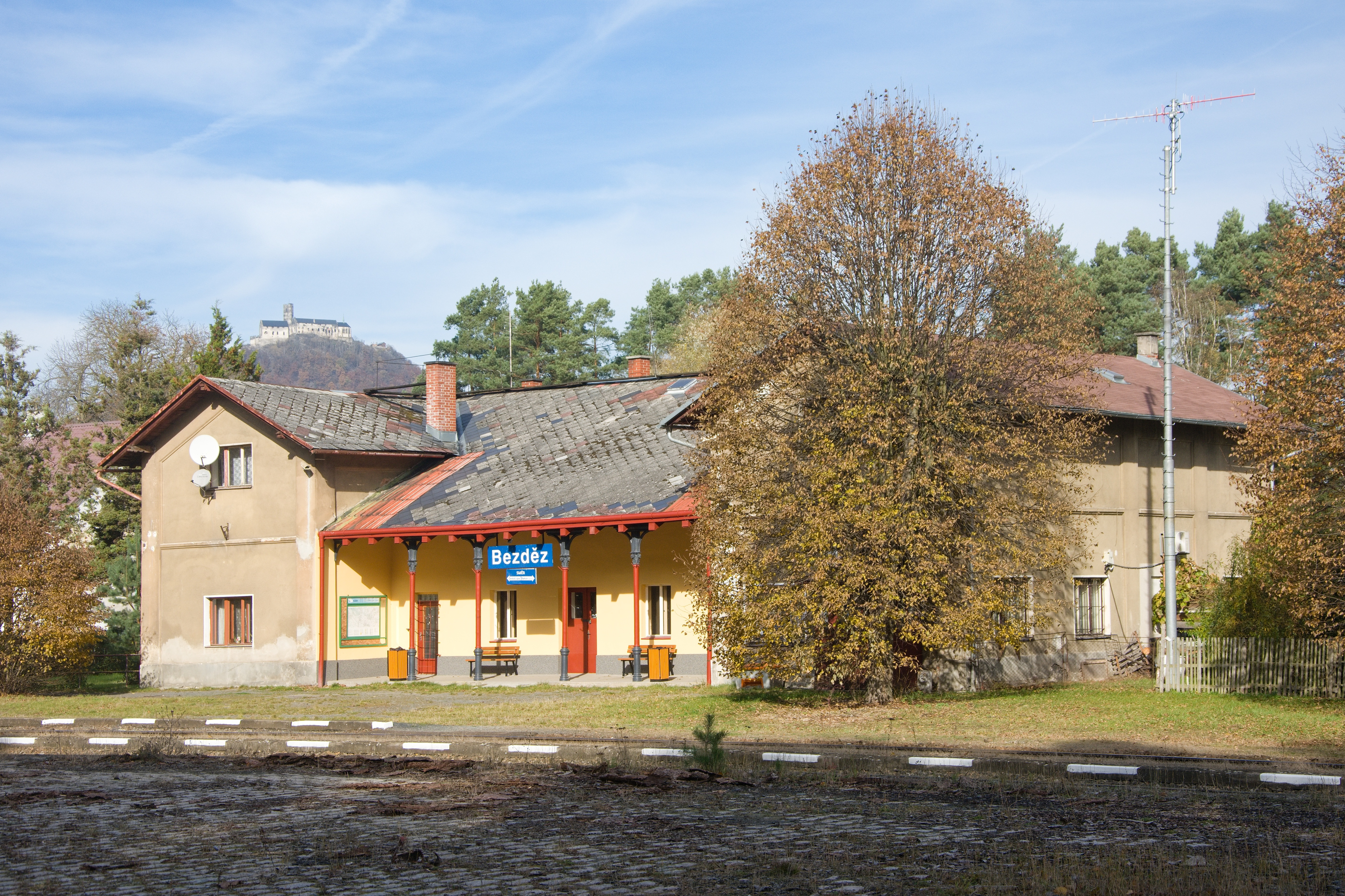
Železniční stanice Bezděz
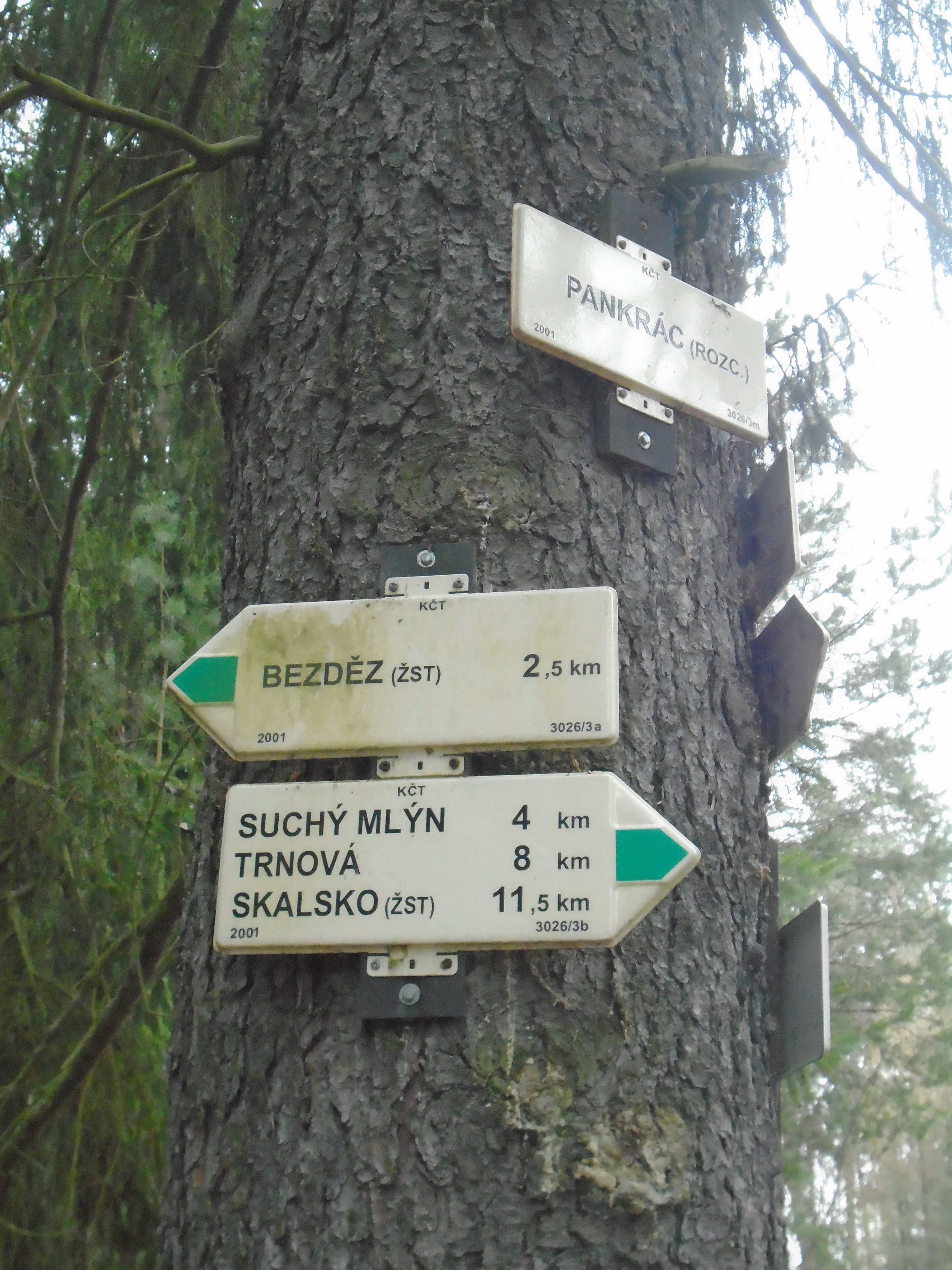
Rozcestník u samoty Pankrác
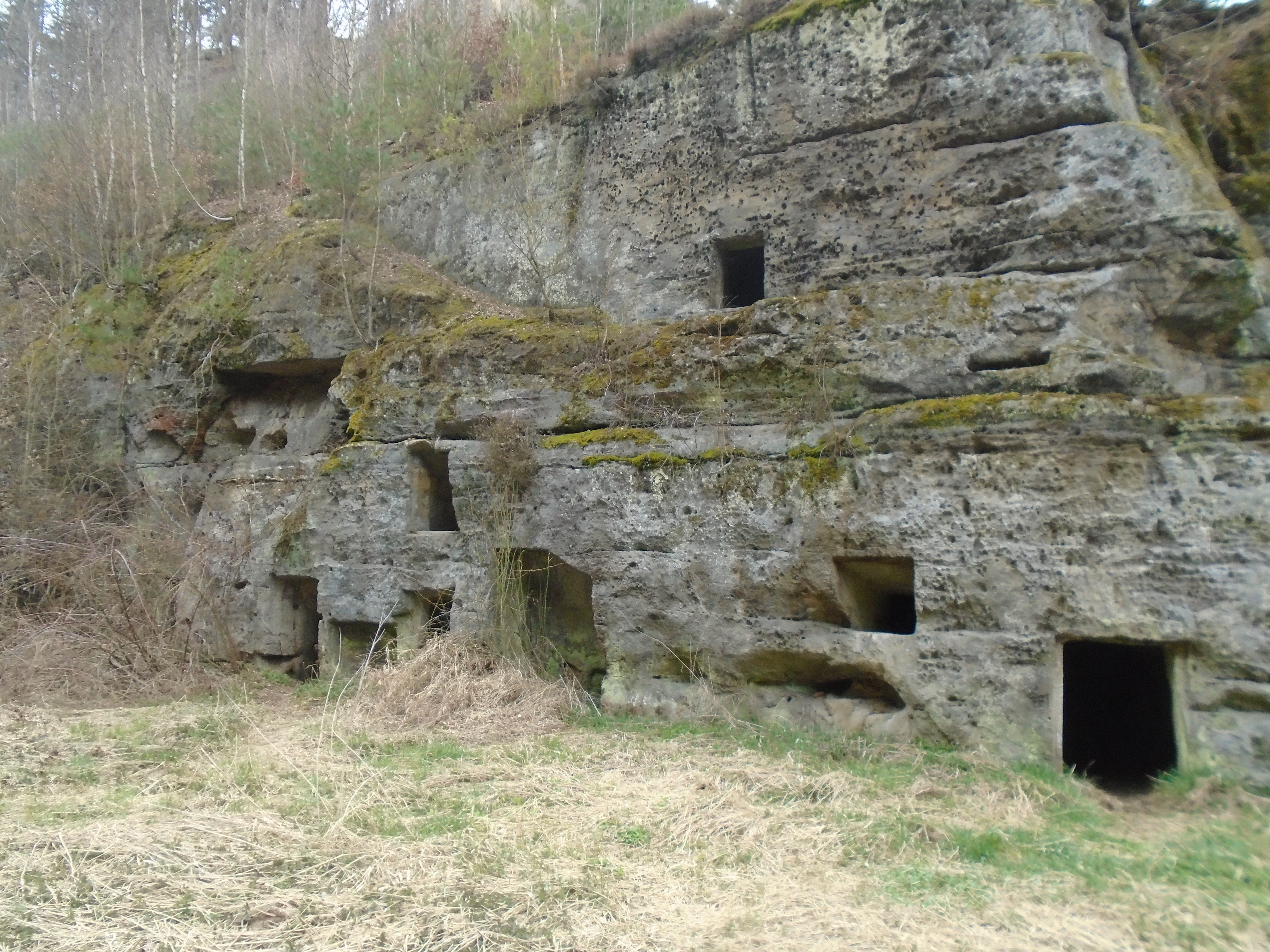
Skalní byty Suchý mlýn
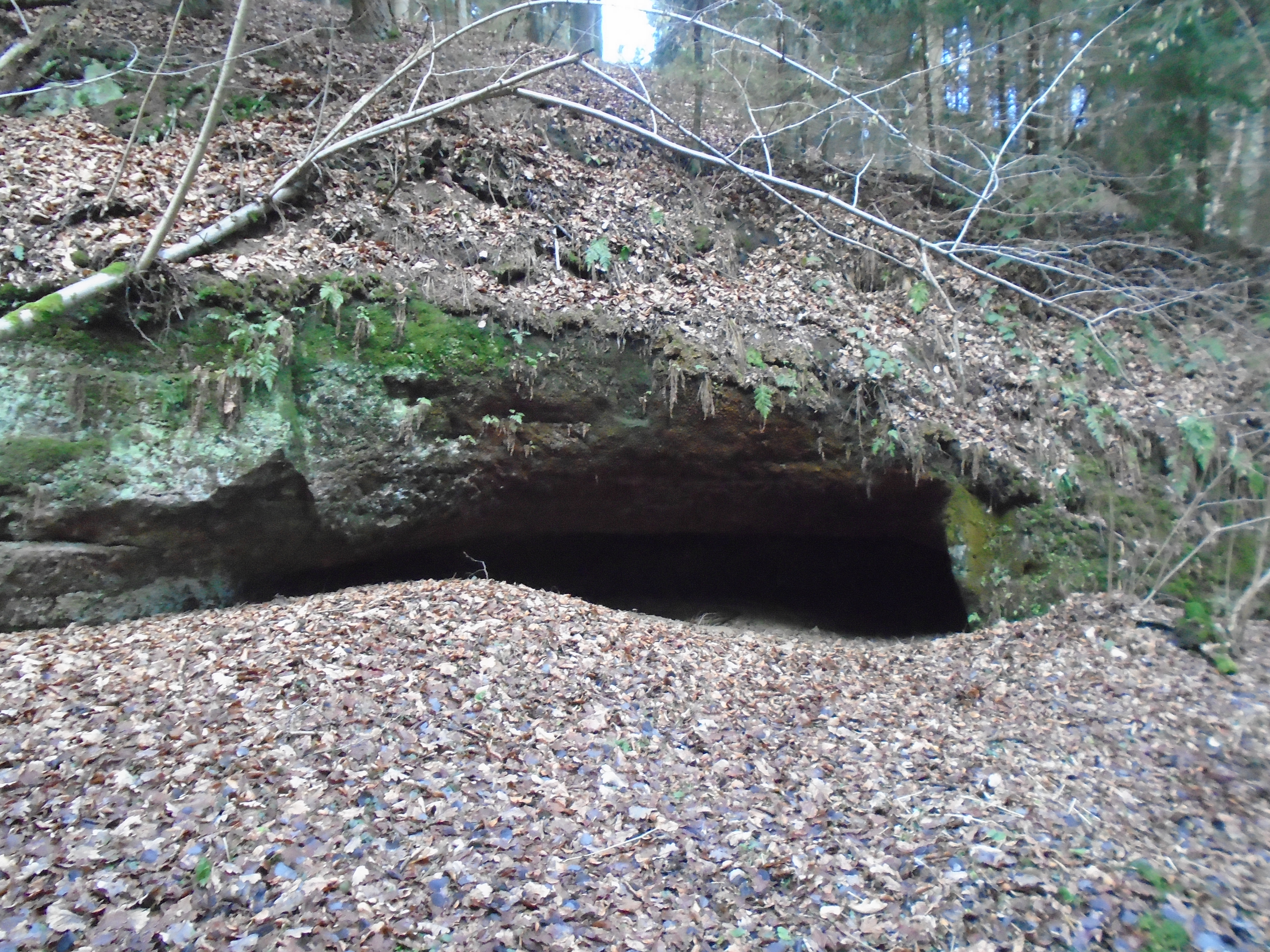
Ve skále vytesaný náhon k zaniklému Spálenému mlýnu
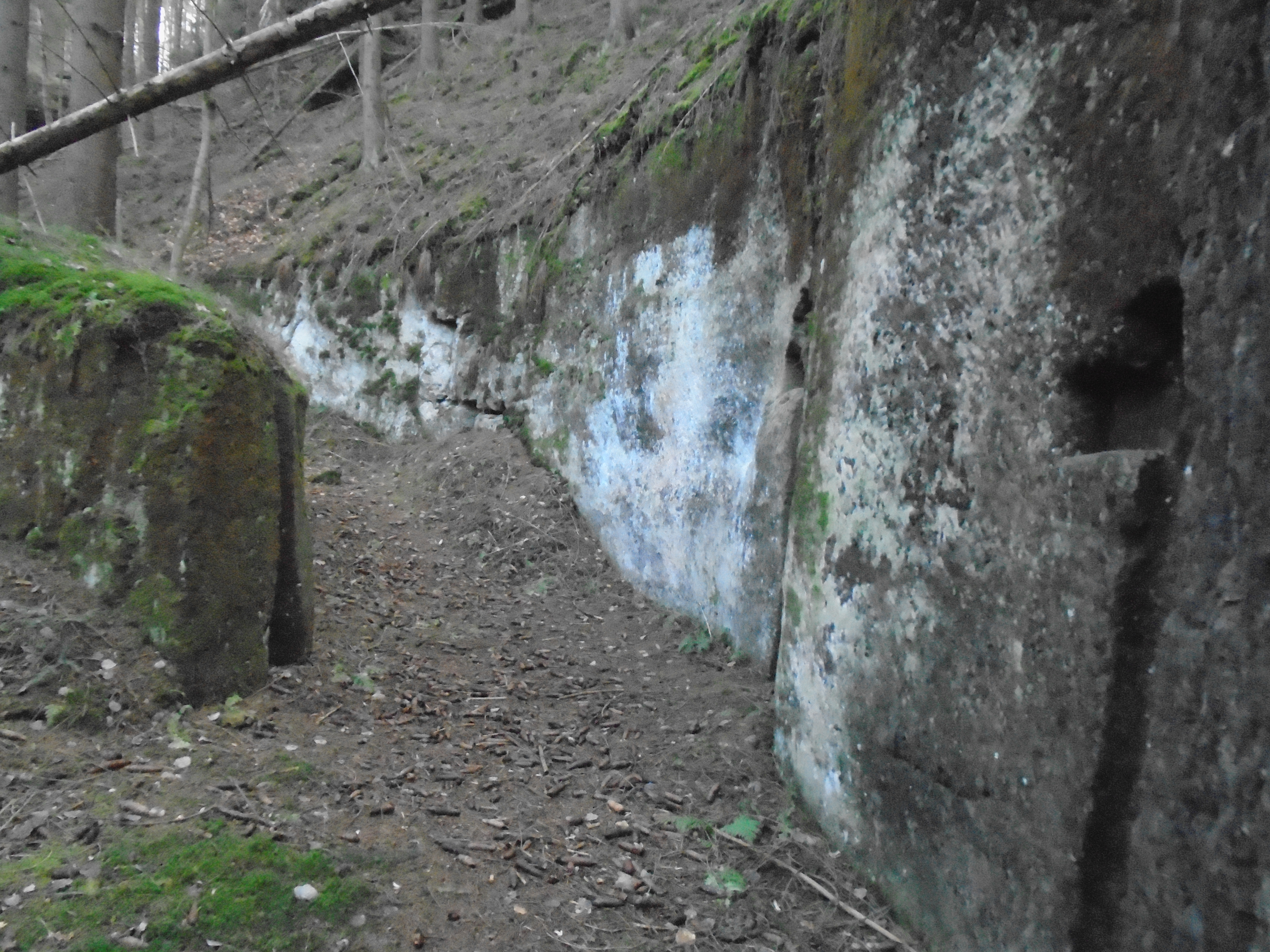
Ve skále vytesaný mlýnský výpustek Spáleného mlýna
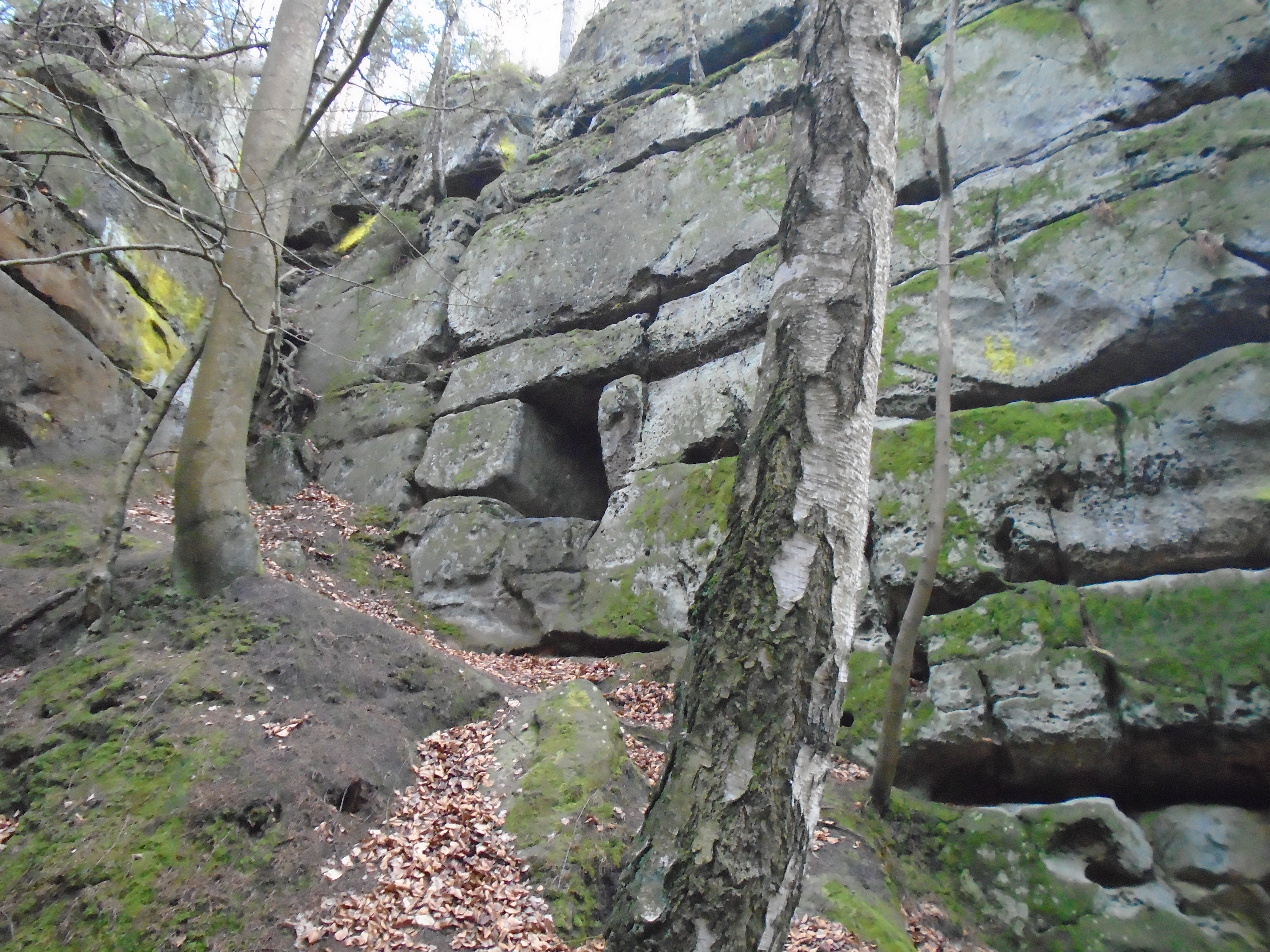
Vstup do jeskyně Petrovina
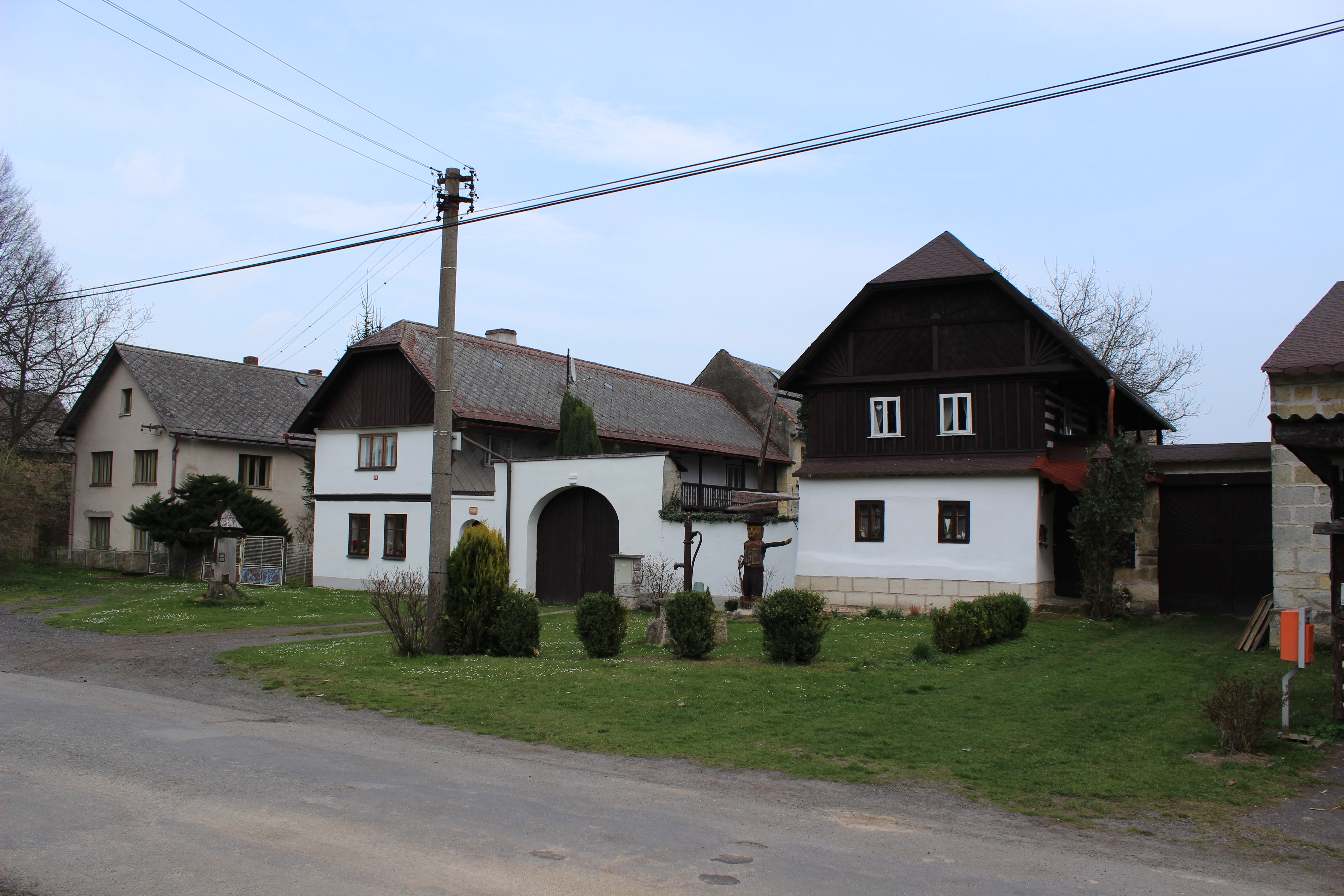
Vesnice Trnová
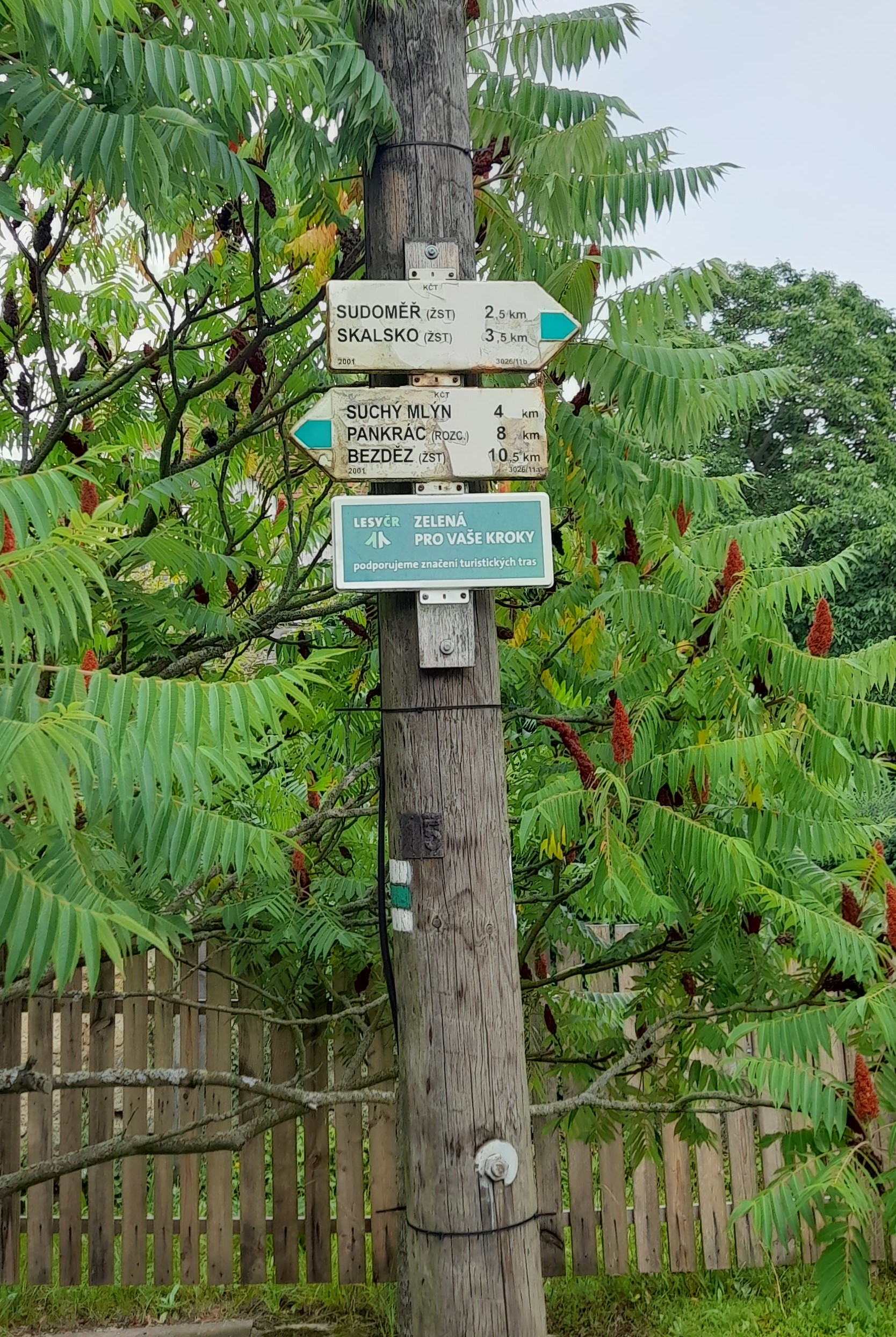
Rozcestník v Trnové
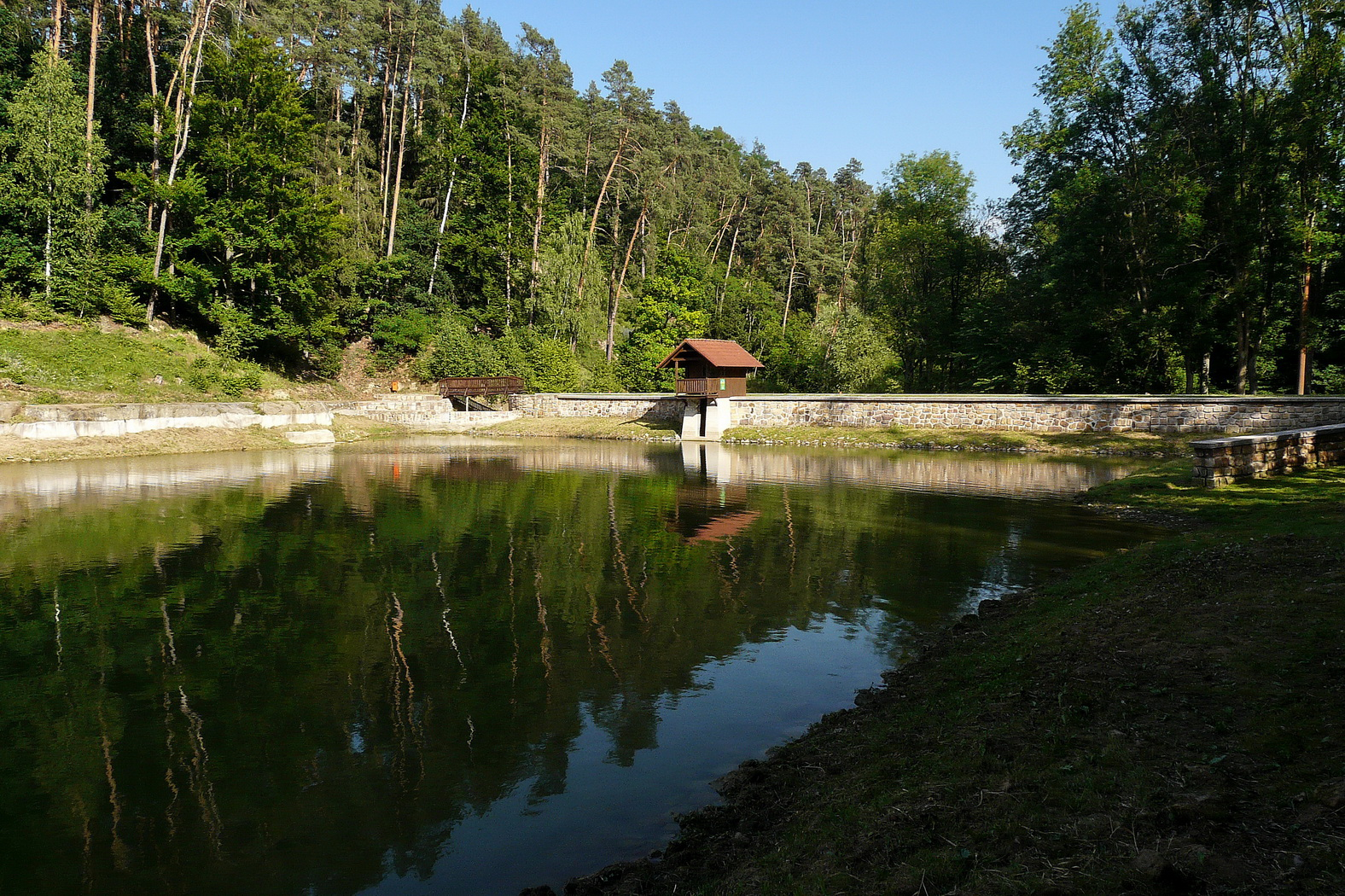
Hráz vodní nádrže Sudoměř
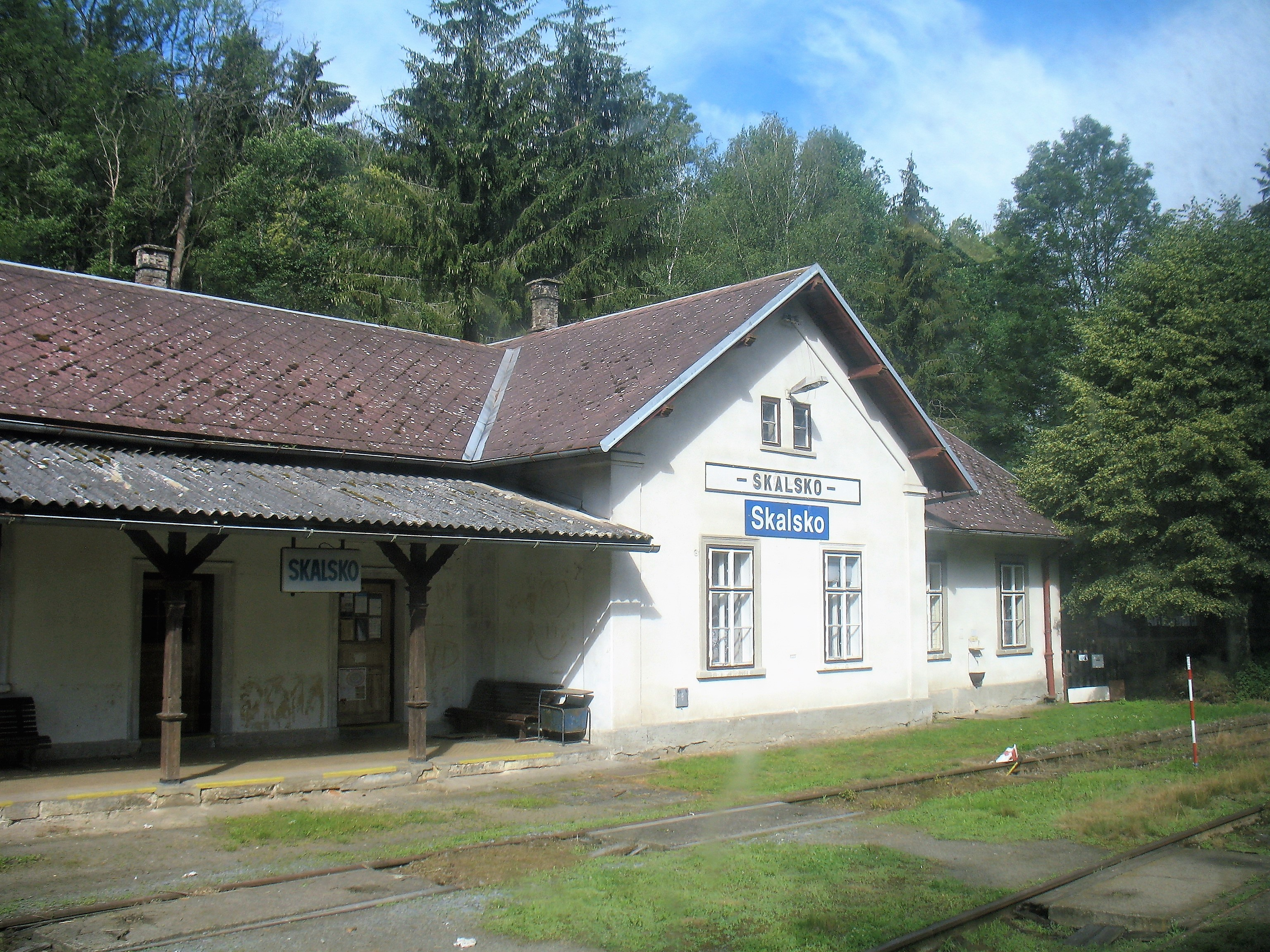
Železniční stanice Skalsko